# Strojnoczub amazoński
Strojnoczub amazoński (Cephalopterus ornatus) – gatunek ptaka z rodziny bławatnikowatych (Cotingidae), zamieszkujący Amerykę Południową. Nie wyróżnia się podgatunków.
MorfologiaDługość ciała: samce 48–51 cm, samice 41–43 cm. Masa ciała: samce około 500 g, jedna zbadana samica ważyła 380 g. Duży, osobliwy bławatnik, z opierzonym fałdem skórnym zwisającym z podbródka i gęstym pękiem piór na ciemieniu. Pióra błyszczące, niebieskawoczarne. Tęczówki białe. Obie płci podobne, jednak u samicy mniejsze ozdoby.
Zasięg, środowiskoAmazonia. Występuje na nizinach i u podnóży gór, głównie na obrzeżach lasów i w pobliżu wody.
ZachowanieZwykle obserwowany samotnie lub w małych grupach, często podczas falistego lotu nad bagnami i rzekami. Czatuje wysoko na drzewach, przeskakuje z gałęzi na gałąź. Samiec wydaje głębokie, huczące dźwięki (podobne do głosów innych bławatników).
Żywi się owocami i dużymi owadami, sporadycznie zjada też jaszczurki.
StatusMiędzynarodowa Unia Ochrony Przyrody (IUCN) uznaje strojnoczuba amazońskiego za gatunek najmniejszej troski (LC – least concern) nieprzerwanie od 1988 roku. Liczebność populacji nie została oszacowana, ale ptak ten opisywany jest jako rzadki i rozmieszczony plamowo. Trend liczebności populacji uznawany jest za spadkowy ze względu na wylesianie Amazonii.